# Ftalocyanin

Ftalocyanin, C.I. Pigment Blue 16

Ftalocyanin, C.I. Pigment Blue 16 (74100), är ett syntetiskt, organiskt pigment som är mörkt blågrönt, transparent till semitransparent, och som bland annat även kallas ftaloturkos (engelska: phthalo turquoise). Vissa blandningar av ftalocyaninderivat kan dock också kallas ftaloturkos.
Ftalocyanin kan bilda komplex med flera olika metaller, och utgör grundstruktur för några av de mest välanvända pigmenten bland kulörer i området blått till grönt, såsom kopparftalocyaninerna ftaloblått (PB15 – PB15:6) och ftalogrönt (PG7 och PG36).
Ftalocyanin ska ha framställts första gången 1907, men det var först under 1930-talet som dess struktur blev identifierad och en produktion av ämnet kom igång. Det används främst som pigment, men med modifieringar används ftalocyaniner även som färgämnen.